# 海因里希·巴克豪森
海因里希·乔治·巴克豪森（德語：Heinrich Georg Barkhausen，1881年12月2日—1956年2月20日），德国物理学家，生于不来梅。

## 生平
出生在一个德国贵族家庭的海因里希·巴克豪森很小的时候就对自然科学产生了兴趣。他曾分别就读于慕尼黑工业大学（1901）；柏林工业大学（1902）；慕尼黑大学（1902），并于1907年在哥廷根大学获得博士学位。
1911年，29岁的海因里希·巴克豪森成为德累斯顿工业大学的电子工程学教授。日本物理学家八木秀次曾是他的学生。1919年，他发现了之后以他名字命名的巴克豪森效应。该效应阐述了外加变化磁场下，铁的磁化强度改变的不连续性。1921年，巴克豪森提出的巴克豪森稳定性准则：电子振荡器系统信号由输入到输出再反馈到输入的相差为360°，且增益为1，为振荡器振荡的必要条件。该准则后来被广泛应用于电子振荡器的设计中。

## 参见

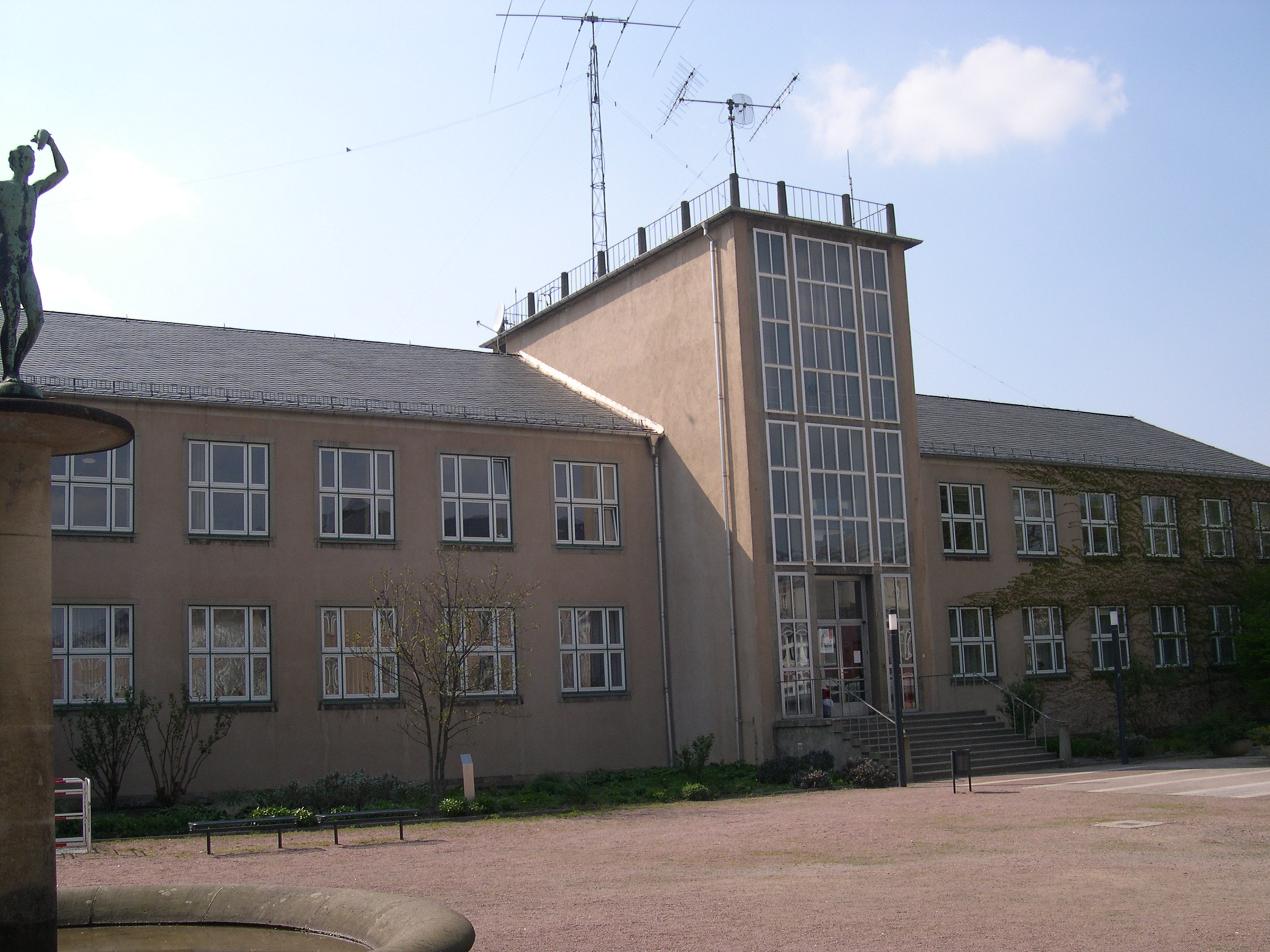
德累斯顿工业大学的巴克豪森楼